# Rita Kas-Fromm
Rita Kas-Fromm (ur. 8 października 1956) – niemiecka szachistka pochodzenia węgierskiego, mistrzyni międzynarodowa od 1984 roku.

## Kariera szachowa
W 1977 r. zdobyła w Nowym Sadzie srebrny medal Pucharu Europy juniorek do 20 lat (były to wówczas nieoficjalne mistrzostwa Europy w tej kategorii wiekowej) oraz podzieliła I m. (wspólnie z Annett Wagner-Michel i Tatianą Zatułowską) w międzynarodowym turnieju w Nałęczowie. W latach 1978 i 1984 dwukrotnie wystąpiła w reprezentacji Węgier na szachowych olimpiadach, w 1978 r. zdobywając w Buenos Aires drużynowy srebrny medal. W 1982 r. podzieliła II m. (za Elżbietą Sosnowską, wspólnie z Elisabetą Polihroniade) w Piotrkowie Trybunalskim, natomiast w 1984 r. podzieliła V m. (za Iriną Lewitiną, Natalią Alechiną, Mariją Petrović i Ildikó Mádl, wspólnie z m.in. Margaritą Wojską) w turnieju w Budapeszcie.
W połowie lat 80. na arenie międzynarodowej zaczęła reprezentować barwy Republiki Federalnej Niemiec. W 1988 r. zdobyła w Braunfels tytuł mistrzyni tego kraju oraz podzieliła III m. (za Pawliną Czilingirową i Friederike Wohlers-Armas, wspólnie z m.in. Aną-Marią Botsari) w Dortmundzie, natomiast w 1989 r. w mieście tym zajęła III m. (za Agnieszką Brustman i Hanną Ereńską-Radzewską). W 1990 r. zajęła III m. (za Naną Ioseliani i Lidią Siemionową) w Hamburgu, natomiast w 1991 r. uczestniczyła w turnieju strefowym (eliminacji mistrzostw świata) w grazu, w którym zajęła VII miejsce. W 1993 r. podzieliła I-III m. (wspólnie z Mariną Olbrich i Gundulą Heinatz) w finale mistrzostw Niemiec, zwyciężyła również (wspólnie z Elišką Richtrovą) w Farum. W kolejnych latach znacznie ograniczyła turniejową aktywność, startując prawie wyłącznie w rozgrywkach niemieckiej Bundesligi.
Najwyższy ranking w karierze osiągnęła 1 lipca 1990 r., z wynikiem 2260 punktów dzieliła wówczas 3. miejsce (za Barbarą Hund i Giselą Fischdick, wspólnie z Anją Dahlgrün) wśród niemieckich szachistek.